# Reisenberg
Reisenberg är en ort och kommun i Österrike. Den ligger i distriktet Baden i förbundslandet Niederösterreich, 26 km söder om huvudstaden Wien. 